# Euscelidia cacula
Euscelidia cacula är en tvåvingeart som beskrevs av Dikow 2003. Euscelidia cacula ingår i släktet Euscelidia och familjen rovflugor.
Artens utbredningsområde är Angola. Inga underarter finns listade i Catalogue of Life.